# Unakrsnolisna mlječika
Unakrsnolisna mlječika (konopljica, mliječ, mliječnjak, lat. Euphorbia lathyris), jedna od mnogobrojnih vrsta u rodu mlječika, porodica mlječikovki. Autohton je u dijelovima Azije, Uvezena je i u Europu, Sjevernu i Južnu Ameriku, Afriku i Novi Zeland.
To je dvogodišnja biljka uspravne stabljike, naraste do 150cm visine.Listovi su lncetasti, unakrsno nasuprotni. Cvate u lipnju i srpnju.
Svi dijelovi biljke su otrovni. Navodi se da odbija voluharice, krtice i zlatice, pa se zbog toga uzgaja po vrtovima, iako je to više legenda nego potvrđena činjenica. Ova mlječika preferira lagano, dobro drenirano tlo na otvorenim mjestima i iako se najbolje snalazi sa suhim tlom, rasti će gotovo posvuda. Rijetko, ako ikada, imaće problema sa jelenima ili zečevima.
Biljka cvjeta od svibnja do lipnja. Može se naći u krajoliku kao kultivirana zeljasta trajnica, ili zakorovljena u napuštenim područjima, na pustoši i oko zgrada. Dobro će rasti na većini vrsta tla te u sjeni ili na suncu. Biljka se sama zasijeva i može je biti teško ukloniti nakon što se zasadi. Žute žlijezde u obliku polumjeseca na rubu čašastog "cvijeta" sadrže velike čahure s 3 režnjeva koje drže sjemenke. Nekoć koristila kao nasilni purgativ, pa su joj ostali zanimljivi narodni nazivi, među kojima “posranka”  (Hr), Šulek, B., 1879; “zelje pohoda” (Hr), Šulek, B.; “čisto sere” (Hr), Visiani, R.  U Hrvatskoj je poznata pod brojnim narodnim nazivima.

## Sinonimi
- Epurga lathyris (L.) Fourr.; Ann. Soc. L. Lyon, N. S. 17: 150 (1869)
- Euphorbia decussata Salisb.; Prodr. Stirp. Chap. Allerton: 389 (1796), nom. superfl.
- Euphorbia lathyris var. minor Hook. & Arn.; Bot. Beechey Voy.: 44 (1830)
- Euphorbia spongiosa Ledeb. ex Schrank; Syll. Ratisb. 1: 214 (1824)
- Euphorbion lathyrum (L.) St.-Lag.; Ann. Soc. Bot. Lyon 7: 126 (1880)
- Galarhoeus decussatus Gray; Nat. Arr. Brit. Pl. 2: 256 (1821 publ. 1822), nom. superfl.
- Galarhoeus lathyris (L.) Haw.; Syn. Pl. Succ. 143 (1812)
- Keraselma lathyris (L.) Raf.; Fl. Tellur. 4: 116 (1838)
- Tithymalus cataputia Garsault; Fig. Pl. Méd.: 593 (1764), opus utique oppr.
- Tithymalus lathyris (L.) Hill; Hort. Kew. 172/3 (1768)